# Закон Фур'є
Зако́н Фур'є́ — напівемпіричний закон теплопровідності, який стверджує, що тепловий потік пропорційний градієнту температури
{\displaystyle \mathbf {q} =-\kappa \nabla T},
де {\displaystyle \mathbf {q} } — тепловий потік, T — температура, {\displaystyle \nabla } — оператор Гамільтона.
Коефіцієнт пропорційності {\displaystyle \kappa } називається коефіцієнтом теплопровідності. Він вважається незалежним від температури принаймні для малих градієнтів.
Таку залежність встановив експериментально Жозеф Фур'є в 1822 році. Він аналогічний закону Фіка для дифузії та закону Ома для електричних струмів.